# 로베르트 비테크
로베르트 비테크(슬로바키아어: Róbert Vittek, 1982년 4월 1일 ~ )는 슬로바키아 국적의 전 축구 선수이다.
1999년에 ŠK 슬로반 브라티슬라바에서 데뷔한 비테크는 2003년에 독일의 명문 1. FC 뉘른베르크로 이적하였다. 그 당시 뉘른베르크는 2 분데스리가로 강등되어 있었다. 2004–05 시즌에 16경기에서 16골 기록하고 5번의 멀티골을 기록하는 등 그 시즌에 2 분데스리가에 뉘른베르크가 1위를 기록해 1 분데스리가로 승격하게 된다. 2008년에는 550만 유로의 이적료로 릴 OSC로 이적하게 된다. 2010년 2월에는 반년 간의 임대로 MKE 앙카라귀취로 가게 된다. 현재는 자유 계약 선수이다.
2001년부터 국가대표로 선발된 비테크는 2010년 체코슬로바키아에서 분리 독립한 이후로 최초로 월드컵 본선 진출에 성공하였고, 조별 리그에서만 비테크는 3골을 기록하며 파라과이에 이어 F조 2위로 16강에 진출하게 된다. 네덜란드와의 16강전에서 종료 직전에 페널티킥까지 성공해 모두 4골을 기록해 득점 순위 6위를 기록하였다.